# Scelio bengalensis
Scelio bengalensis är en stekelart som beskrevs av Durgadas Mukerjee 1979. Scelio bengalensis ingår i släktet Scelio och familjen Scelionidae. Inga underarter finns listade i Catalogue of Life.